# Pastena
Pastena – miejscowość i gmina we Włoszech, w regionie Lacjum, w prowincji Frosinone.
Według danych na rok 2004 gminę zamieszkiwały 1672 osoby, 39,8 os./km².